# 岐阜市立藍川北学園
岐阜市立藍川北学園（ぎふしりつ あいかわきたがくえん）は、岐阜県岐阜市にある公立の義務教育学校。

## 概要
岐阜市立としては最初の義務教育学校として2025年（令和7年）4月1日に開校。
元々岐阜市立藍川小学校と岐阜市立藍川北中学校は岐阜市型小中一貫校となっており、この小中一貫校の名称「藍川北学園」が校名として採用されている。
建物は改修した旧藍川北中学校の校舎、体育館などを改修したものである。
早期からの教科担任制を実施している。また、地域に根差した体験と人との出会いを通した「生き方」の探究学習を行う独自教科「わかあゆ学」を実施している。

## 沿革
- 2025年（令和7年）
  - 4月1日 - 藍川小学校と藍川北中学校を統合し、義務教育学校の岐阜市立藍川北学園として開校。
  - 4月7日 - 開校式及び入学式が行われる[1][2]。全校児童生徒は216人[1][2]。